# Implosion
Implosion er det modsatte af eksplosion,
et pludseligt indadgående kollaps, f.eks hvis en beholder med lavt tryk i forhold til omgivelserne pludselig falder sammen.
Fænomenet kan observeres når eksempelvis:
- et billedrør fra en termokande eller gammeldags tv-apparat smadres
- kavitation (dannelse af gashulrum i væske) med efterfølgende implosion:
  - en propel kaviterer
  - en knipsereje knipser - eller når en søknæler med knuselemmer slår så hurtigt, at den genererer kavitationsbobler mellem forlemmerne og det den slår på
- en ubåd på havets bund udsættes for et enormt højt tryk og kollapser

| Fysik | Spire Denne artikel om fysik er en spire som bør udbygges. Du er velkommen til at hjælpe Wikipedia ved at udvide den. |